# نوف نبيل
نوف نبيل (29 يوليو 1985 -)، مذيعة كويتية من أصل مصري، وهي شقيقة الشاعرة والإعلامية نهى نبيل. بدأت مسيرتها في تلفزيون الكويت وذلك بتقديمها برنامج تلفزيون الأطفال بعد ذلك اتجهت إلى الإذاعة حيث تعمل فيها بالتقديم وإعداد البرامج.